# ミゲル・アンヘル・レビージャ
ミゲル・アンヘル・レビージャ・ロイス（Miguel Ángel Revilla Roiz、1943年1月23日 - ）は、スペイン・サンタンデール県ポラシオネス出身の政治家・経済学者・銀行員。カンタブリア地域主義党(PRC)所属。カンタブリア州首相を2期（第7代：2003年-2011年、第9代：2015年-2023年）務めた。

## 経歴

### 青年時代
1943年1月23日、サンタンデール県（現・カンタブリア州）ポラシオネスに生まれた。バスク大学に進学し、経済学と経営学を学んだ。

### 経済学者として
1974年から1982年までは、トレラベーガのアトランティコ銀行で責任者を務めた。サンタンデール経営学校では経済構造を専門とする教員であり、その後は1995年までカンタブリア大学で経済政策と財政学を専門とする准教授だった。

### 政治家として
1978年にはカンタブリア地域主義党(PRC)の設立メンバーのひとりとなった。1983年からカンタブリア州議会議員を務め、1983年から1995年まで州議会におけるカンタブリア地域主義党のスポークスパーソンを、1983年から1988年までカンタブリア地域主義党の事務局長を務めた。
1995年から2003年まではカンタブリア州副首相を務め、また副首相と同時に公共事業・住宅・都市政策大臣を務めた。

### カンタブリア州首相
2003年のカンタブリア州議会選挙でカンタブリア地域主義党は第3党だったが、第2党のスペイン社会労働党(PSOE)との議席を合わせると過半数に達し、レビージャが第7代カンタブリア州首相に就任した。2011年のカンタブリア州議会選挙でカンタブリア地域主義党は第2党となり、国民党のイグナシオ・ディエゴがレビージャの後任の州首相に就任した。
2015年のカンタブリア州議会選挙でもカンタブリア地域主義党は第2党だったが、州首相指名投票では社会労働党からも票を得て、レビージャは第9代カンタブリア州首相に就任した。2023年のカンタブリア州議会選挙でカンタブリア地域主義党は第2党となり、国民党のマリア・ホセ・サエンス・デ・ブルアガがレビージャの後任の州首相に就任した。